# Aéroport d'Engengele
L'aéroport d'Engengele (code OACI : FZFC) est un aéroport desservant le village du fleuve Congo d'Engengele dans la province de l'Équateur , en République démocratique du Congo. La balise non directionnelle Bumba (Ident : BBA ) est située à 10,4 milles marins (19,3 km) à l'ouest-nord-ouest de l'aéroport.

## Situation
| Bandundu Basango Mboliasa Bunia Gbadolite Gemena Goma Ilebo Kalemie Kananga Kikwit Kindu Kinshasa-Ndjili Kinshasa-N'Dolo Kisangani Kolwezi Lodja Lubumbashi Matari Matadi Mbandaka Mbuji Mayi Nioki Tshikapa Tshumbe |